# Scenic Rim

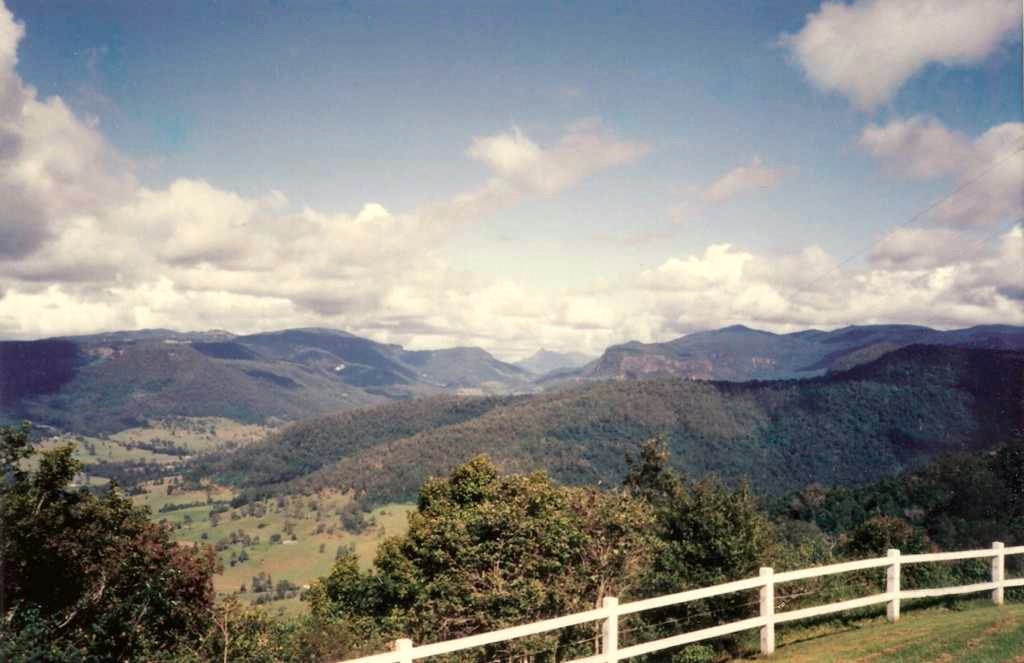
Das Numinbah Valley und das es umgebendes Hochland formt einen Teil des östlich gelegenen Scenic Rim

Der Scenic Rim ist eine Gruppe bewaldeter Gebirge des Great Dividing Range, die sich an der Grenze zwischen dem Südosten von Queensland und Nordosten von New South Wales in Australien erstrecken.

## Beschreibung
Der Scenic Rim beinhaltet die Little Liverpool Range, Main Range, Mistake Ranges, McPherson Range, Teviot Range und Tweed Range.
Die bergige Landschaft Scenic Rim formt einen Viertelkreis, etwas südlich von Toowoomba um Springbrook, Tamborine Mountain, Lever's Plateau und das Lamington Plateau. Die Scenic Rim ist auch ein Teil des Hinterlandes der Gold Coast. Teile dieser Landschaft sind infrastrukturell gut entwickelt, durchquert von Highways mit Baulichkeiten für Touristen wie am Cunninghams Gap, andere Gebiete werden landschaftlich genutzt, es gibt ländlich geprägte Dörfer wie Beechmont und am Tamborine Mountain. Zahlreiche weitere Gebiete sind von Nationalparks und Naturreservaten geschützt.
Durch Täler der Scenic Rim fließen der Albert River, Logan River, Coomera River und Bremer River, Laidley Creek und Christmas Creek, ferner gibt es das Lockyer Valley, Fassifern Valley und Numinbah Valley.

## Umwelt
Die Geologie und Landschaft sind größtenteils vulkanischen Ursprungs, dem vorhistorischen Tweed Volcano, einschließlich des Mount Warning, ein Schildvulkan, dem Focal-Peak-Vulkankomplex und Main Range mit Bergen aus Basalt. Einige Gebiete sind sedimentären Ursprungs, wie Teile des Mount Barney und des östlichen Lamington-Nationalparks. Die tief verwitterten, hauptsächlich aus Basalt bestehenden Böden unterstützen die Regenwälder und das ökologische Dickicht von Kletterpflanzen, wie auch die seltenen Eukalypten und Grasland-Pflanzengemeinschaften. Das Gebiet hat ein subtropisches Klima auf den geringen Höhenlagen mit einer Durchschnittstemperatur von 6 °C im Winter, einer durchschnittlichen Höchsttemperatur von 29 °C im Sommer und durchschnittlichen Niederschlägen von 1.555 mm.

### Geschützte Gebiete
Das Gebiet der Scenic Rim schützt Nationalparks und weitere Schutzgebiete einschließlich des Border-Ranges-Nationalparks, Glen Rock Regional Park, Koreelah-Nationalpark, Lamington-Nationalpark, Limpinwood Nature Reserve, Main-Range-Nationalpark, Mebbin-Nationalpark, Moogerah-Peaks-Nationalpark, Mount-Barney-Nationalpark, Mount-Chinghee-Nationalpark, Mount-Clunie-Nationalpark, Mount-Nothofagus-National Park, Mount-Warning-Nationalpark, Numinbah Nature Reserve and Springbrook-Nationalpark. Teile davon sind im UNESCO-Weltnaturerbe und als Wilderness-Area gelistet.

### Bedeutendes Vogelschutzgebiet
Ein 1.351 km² großes Gebiet der Scenic Rim wurde von BirdLife International als Important Bird Area (IBA) anerkannt, das die Population der gefährdeten Dasyornis brachypterus, Schwarzbrust-Laufhühnchen (Turnix melanogaster), Rostdickichtvogel (Atrichornis rufescens), Menura alberti, Fahlgesichtschnäpper (Tregellasia capito), Schild-Paradiesvogel (Ptiloris paradiseus), Grünlaubenvogel, Gelbnacken-Laubenvogel und Orthonyx temminckii beschützt. Dort gibt es auch den nach vergangenen und jüngsten Berichten extrem gefährdeten Cyclopsitta diophthalma Coxeni.

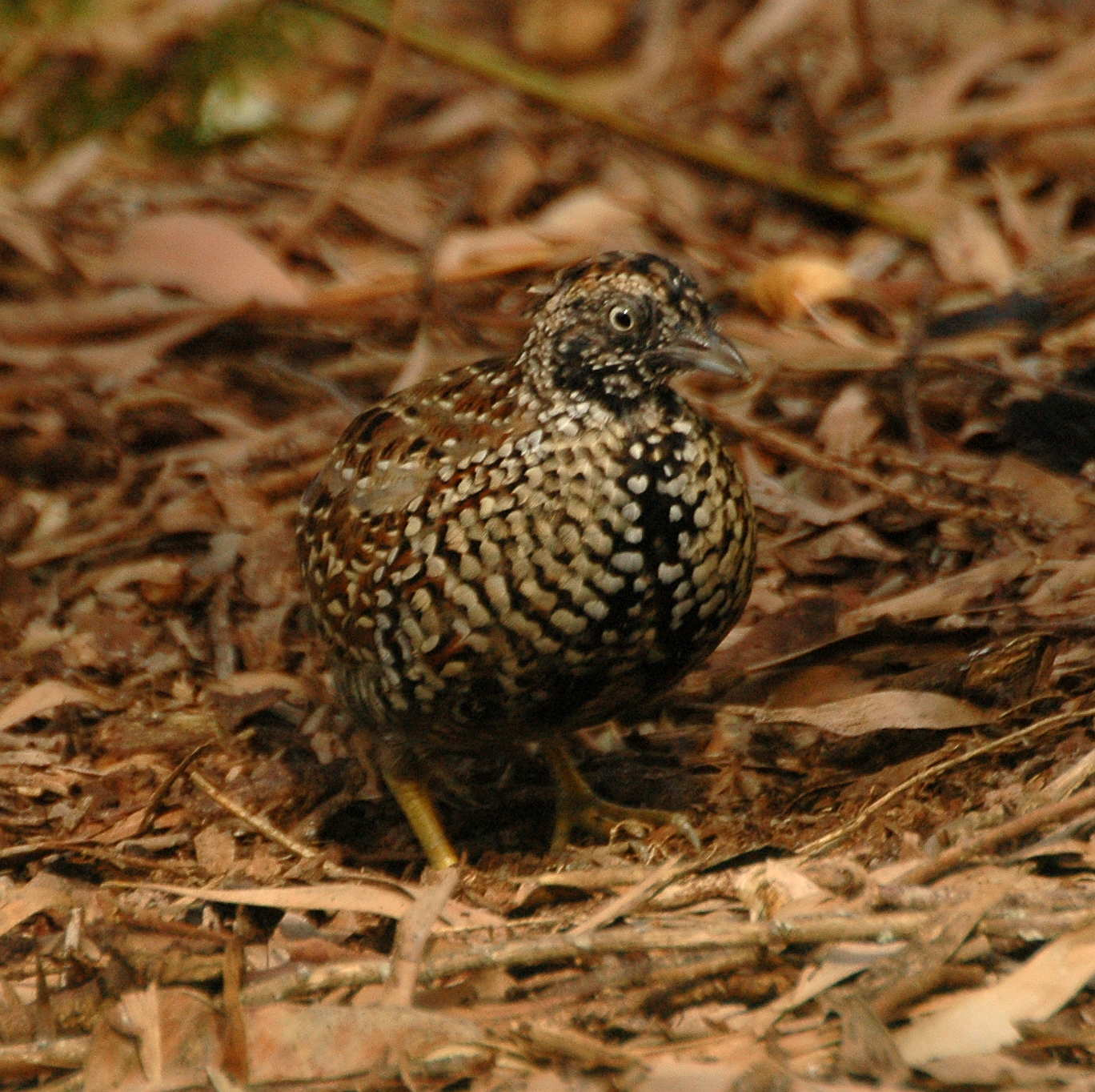
Schwarzbrust-Laufhühnchen
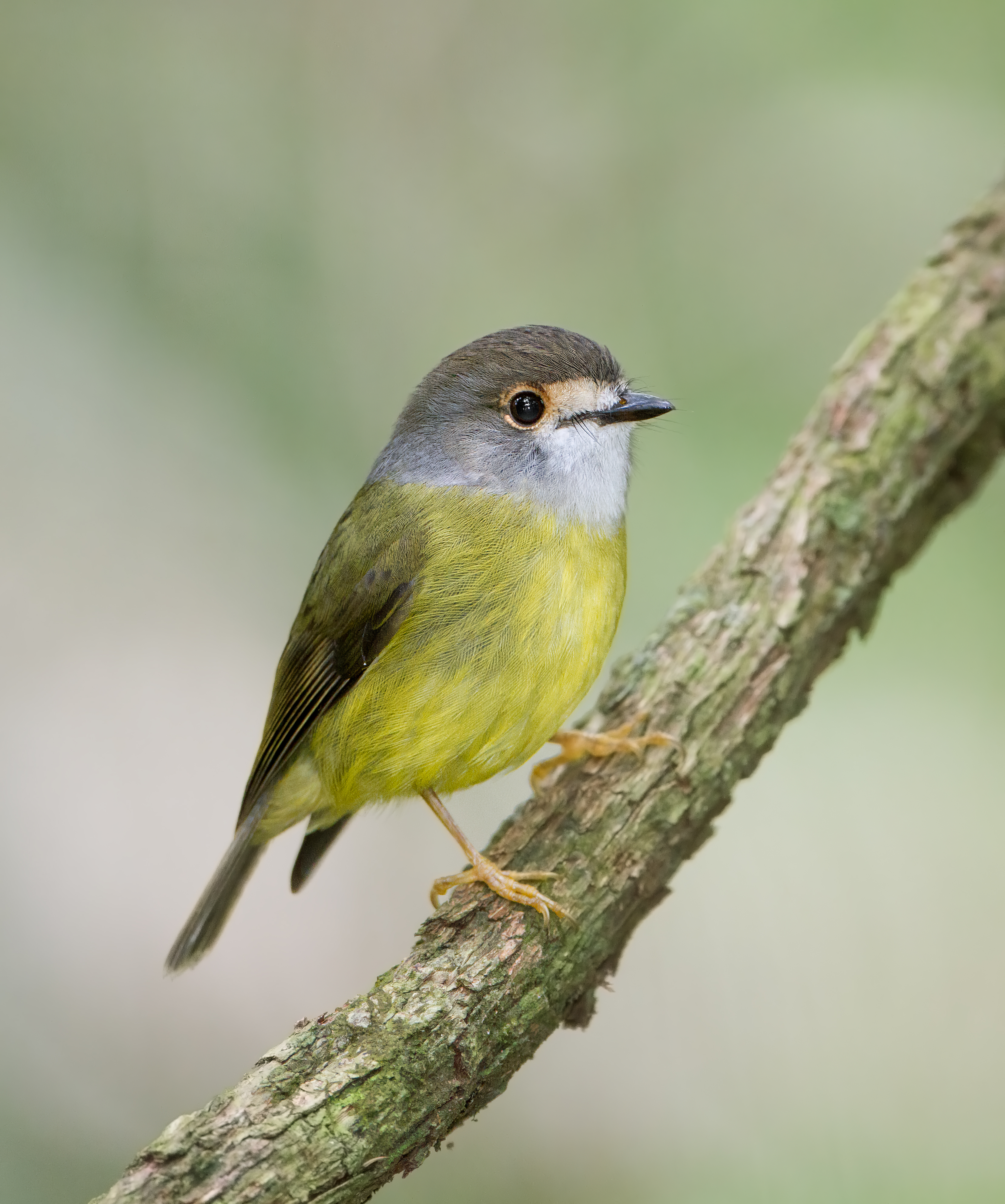
Fahlgesichtschnäpper
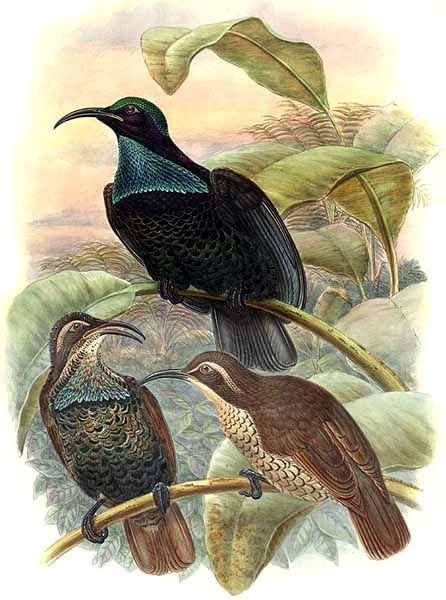
Schild-Paradiesvogel
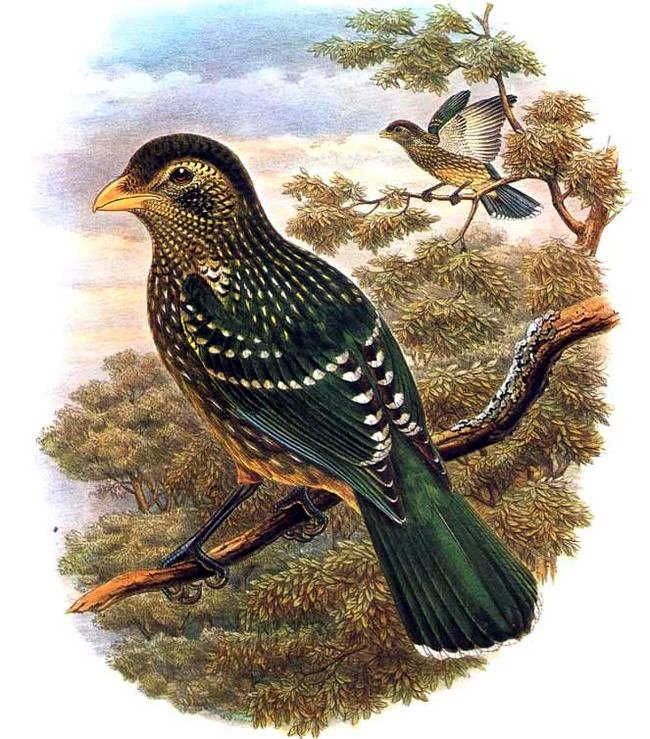
Grünlaubenvogel
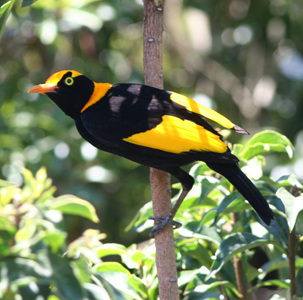
Gelbnacken-Laubenvogel

## Tourismus
In dem Gebiet der Scenic Rim gibt für Erholungssuchende ein Angebot für Tagesausflüge, Klettertouren, Wanderer und Naturliebhaber. Das Tourismuskonzept der wurde erstmals 1920er Jahren von Arthur Groom und Romeo Lahey beschrieben. Sie setzten sich auch für den Schutz der Wälder der Main Range und auf dem Lamington Plateau ein. Zur gleichen Zeit wurden touristische Baulichkeiten, das Binna Burra Lodge und O'Reilly’s Guesthouse errichtet, die die Popularität dieses Gebiet für Touristen beförderten.